# Hangover (Taio Cruz)
Hangover è un brano musicale del cantante britannico Taio Cruz, estratto come primo singolo dal suo terzo album studio TY.O. Il brano è scritto da Taio Cruz insieme a Dr. Luke e Cirkut, anche produttori del brano, ed è stato pubblicato il 4 ottobre 2011. Nel brano figura la collaborazione di Flo Rida.

## Video musicale
Nel video ufficiale Taio Cruz si sveglia dopo aver passato la notte a una festa a casa sua e si ritrova a svegliare tutti gli invitati.
Alla fine del video si vede uno degli invitati (probabilmente un inserviente del cantante) che, per non essere licenziato da Taio Cruz, gli sceglie una giacca, continua a implorarlo di non essere licenziato e inizia a danzare ma Taio Cruz scoppia a ridere.

## Tracce
Digital download
1. Hangover (featuring Flo Rida) - 4:03

CD singolo
1. Hangover - 4:03
2. Hangover (featuring Flo Rida) - 4:03

EP digitale
1. Hangover (Laidback Luke Extended Remix) - 5:31
2. Hangover (Laidback Luke Dub Remix) - 5:20
3. Hangover (Hardwell Remix Radio Edit) - 3:12
4. Hangover (Hardwell Extended Remix) - 5:50
5. Hangover (Hardwell Remix Instrumental) - 5:50
6. Hangover (Jump Smokers Remix Radio Edit) (featuring Flo Rida) - 3:29
7. Hangover (Jump Smokers Extended Remix) (featuring Flo Rida) - 4:26
8. Hangover (Jump Smokers Remix Instrumental) - 4:24

## Cover
Nel 2014, la band folk/power metal scozzese Alestorm, ha inserito nell'album Sunset on the Golden Age una cover riarrangiata di Hangover.

## Classifiche
| Classifica (2011-12) | Posizione massima |
| -------------------- | ----------------- |
| Australia            | 3                 |
| Austria              | 1                 |
| Belgio (Fiandre)     | 12                |
| Belgio (Vallonia)    | 13                |
| Canada               | 15                |
| Danimarca            | 15                |
| Finlandia            | 8                 |
| Francia              | 8                 |
| Germania             | 3                 |
| Italia               | 21                |
| Lussemburgo          | 1                 |
| Norvegia             | 3                 |
| Nuova Zelanda        | 10                |
| Paesi Bassi          | 12                |
| Repubblica Ceca      | 14                |
| Slovacchia           | 25                |
| Spagna               | 29                |
| Stati Uniti          | 62                |
| Svezia               | 14                |
| Svizzera             | 1                 |

### Classifica italiana
| Posizione | 88 | - | - | - | 49 | 44 | 58 | 37 | 36 | 30 | 24 | 21 | - | 30 | 35 | 42 |